# Digvijaygram
Digvijaygram è una suddivisione dell'India, classificata come census town, di 9.530 abitanti, situata nel distretto di Jamnagar, nello stato federato del Gujarat. In base al numero di abitanti la città rientra nella classe V (da 5.000 a 9.999 persone).

## Geografia fisica
La città è situata a 22° 26' 26 N e 69° 50' 45 E.

## Società

### Evoluzione demografica
Al censimento del 2001 la popolazione di Digvijaygram assommava a 9.530 persone, delle quali 5.015 maschi e 4.515 femmine. I bambini di età inferiore o uguale ai sei anni assommavano a 1.347, dei quali 728 maschi e 619 femmine. Infine, coloro che erano in grado di saper almeno leggere e scrivere erano 6.070, dei quali 3.676 maschi e 2.394 femmine.